# François d'Aix de La Chaise
François d'Aix, senhor de La Chaise (Saint-Martin-la-Sauveté, 25 de agosto de 1624 — Paris, 20 de janeiro de 1709) foi um padre jesuíta francês, padre confessor do rei Luís XIV da França.

## Biografia
François de la Chaise nasceu no Château de Aix em Aix-la-Fayette, Puy-de-Dôme, Auvergne, sendo filho de Georges d'Aix, seigneur de La Chaise, e de Renée de Rochefort.
Por parte de mãe, era sobrinho-neto de Pierre Coton, o confessor de Henrique IV. Ele se tornou um noviço da Companhia de Jesus antes de completar seus estudos em Lyon, onde, depois de fazer os votos finais, ele lecionou filosofia para estudantes atraídos por sua fama de todas as partes da França.
Por influência de Camille de Villeroy, arcebispo de Lyon, Père de la Chaise foi em 1674 nomeado confessor de Luís XIV, que lhe confiou durante a vida de Harlay de Champvallon, arcebispo de Paris, a administração do mecenato eclesiástico da coroa. O confessor uniu sua influência à de Madame de Maintenon para induzir o rei a abandonar sua ligação com Madame de Montespan. Mais de uma vez na Páscoa, ele teria tido uma doença conveniente que o dispensou de conceder a absolvição a Luís XIV. François de La Chaise (1624–1709). Com a queda de Madame de Montespan e a ascensão de Madame de Maintenon, sua influência aumentou enormemente. O casamento entre Luís XIV e Madame de Maintenon foi celebrado em sua presença em Versalhes, mas não há razão para supor que a subsequente frieza entre ele e Madame de Maintenon surgiu de sua insistência em manter o sigilo sobre esse assunto. Durante a longa contenda sobre as temporalidades da Igreja Galicana entre Luís XIV e Inocêncio XI, Père de la Chaise apoiou a prerrogativa real, embora tenha usado sua influência em Roma para conciliar as autoridades papais. Ele deve ser o grande responsável pela revogação do Édito de Nantes.
Ele exerceu uma influência moderadora sobre o zelo de Luís XIV contra os jansenistas, e Saint-Simon, que se opôs a ele na maioria dos assuntos, faz plena justiça ao seu caráter humano e honrado. O Père de la Chaise tinha um afeto duradouro e inalterável pelo Arcebispo Fénelon, que permaneceu inalterado pela condenação papal dos Máximos.
Apesar de suas faculdades decadentes, ele continuou suas funções como confessor de Luís XIV até o fim de sua longa vida.

## Legado
O nome do Padre de la Chaise ficou associado à casa dos jesuítas onde ele vivia — na época fora dos limites de Paris — e ao terreno próximo a essa casa. Em 1804, Napoleão estabeleceu um cemitério lá — o conhecido Cemitério Père Lachaise (literalmente "Cemitério Padre la Chaise"). Assim, seu nome vive na paisagem parisiense.

O lexicógrafo Philibert-Joseph Le Roux teve de fugir para Bruxelas depois de publicar Histoire du père La Chaize, jésuite et confesseur du roi Louis XIV où l'on verra les intrigues secrettes qu'il a eues à la cour de France et dans toutes les cours de l'Europe, um panfleto contra de la Chaise.